# Condado de Jasper (Missouri)
O Condado de Jasper é um dos 114 condados do Estado americano de Missouri. A sede do condado é Carthage, e sua maior cidade é Jopiin. O condado possui uma área de 1 661 km² (dos quais 4 km² estão cobertos por água), uma população de 104 686 habitantes, e uma densidade populacional de 63 hab/km² (segundo o censo nacional de 2000). O condado foi fundado em 1841.